# تونی آنسلمو
تونی آنسلمو (انگلیسی: Tony Anselmo؛ زادهٔ ۱۸ فوریهٔ ۱۹۶۰) یک صدا پیشه اهل ایالات متحده آمریکا است.